# Tour del Camerun
El Tour del Camerun (en francès Tour cycliste du Cameroun) és una competició ciclista per etapes que es disputa anualment al Camerun. La cursa forma part de l'UCI Àfrica Tour amb una categoria 2.2. El 1965 s'havia disputat una cursa amb el mateix nom que fou guanyada pel ciclista local Joseph Kono.

## Palmarès
| Any  | Vencedor                | Segon               | Tercer              |
| ---- | ----------------------- | ------------------- | ------------------- |
| 2003 | Ivan Terenin            |                     |                     |
| 2004 | Martinien Tega          | Andrei Minachkine   | Etienne Labrouche   |
| 2005 | Davide Silvestri        | Christian Eminger   | Emmanuel Genesseaux |
| 2006 | Pawel Newdach           | Bakhtyar Mamyrov    | Ahmed Rashad        |
| 2007 | Flavien Chipault        | Frédéric Geminiani  | Isham Fadel         |
| 2008 | Joseph Sanda            | Martinien Tega      | Damien Teku         |
| 2009 | David Clarke            | Milan Barényi       | Damien Teku         |
| 2010 | Milan Barényi           | Vincent Graczyk     | Martinien Tega      |
| 2011 | Oumarou Minougou        | Martinien Tega      | Rasmané Ouedraogo   |
| 2012 | Ngock Yves Ngue         | Vincent Graczyk     | Issiaka Fofana      |
| 2013 | No disputat             |                     |                     |
| 2014 | Dan Craven              | Benjamin Stauder    | Patrick Kos         |
| 2015 | Clovis Kamzong          | Rasmané Ouedraogo   | Emile Bintunimana   |
| 2016 | Mohamed Er Rafai        | Alexis Carlier      | Camera Hakuzimana   |
| 2017 | Nikodemus Holler        | Salaheddine Mraouni | Adne van Engelen    |
| 2018 | Bonaventure Uwizeyimana | Martin Haring       | Martin Mahďar       |
| 2019 | Radoslav Konstantinov   | Issiaka Cissé       | Patrick Byukusenge  |
| 2020 | suspesa                 | suspesa             | suspesa             |
| 2021 | Clovis Kamzong          | Yordan Andreev      | Nikolay Genov       |
| 2022 | Moïse Mugisha           | Yordan Andreev      | Artuce Tella        |
| 2023 | Mohcine El Kouraji      | Adil El Arbaoui     | Etienne Tuyizere    |
| 2024 | Clovis Kamzong          | Abdellah Ben Youcef | Ayoub Sahiri        |
| 2025 | Islam Mansouri          | Moucaïla Rawendé    | Campo Schmitz       |